# 科納索加 (喬治亞州)
科納索加（英語：Conasauga）是位於美國喬治亞州吉爾默縣的一個鬼鎮。由於此地已於1909年被荒廢，本地已無人居住。

## 地理
科納索加的座標為34°46′56″N 84°35′29″W / 34.78222°N 84.59139°W，而該地的平均海拔高度為464米（即1522英尺）。